# Кирил Арсов
Кирил Николов Арсов е български военен.

## Биография
Роден е в град Неврокоп на 30 октомври 1946 година в семейството на подофицера Никола Арсов. През 1964 година завършва математическия профил на гимназията „Св. св. Кирил и Методий“ в Благоевград, а през 1969 година петгодишния курс на Военната академия в София със званието инженер-лейтенант. През 1979 година, вече като капитан, завършва Бронетанковата академия в Москва, с профил „Ръководен инженерен състав“. През 1989 година специализира автомобилни науки в Ленинград, през 1993 година – управление качеството на производството в заводите Фолксваген, Германия, а през 1995 година – логистика в Сухопътните войски на Франция. Служи като командир и като технически офицер в Българската армия до 1999 година, като достига званието „полковник-инженер“ и длъжността началник отдел в Генералния щаб. От юни 1999 година е носител на отличието „За вярна служба под знамената“ II степен. Бил е два мандата главен експерт по военни въпроси към Народното събрание.
От 2003 до 2011 г. е общински съветник в Столичен общински съвет. Занимава се активно с политическа дейност като областен координатор, зам.-председател на НДСВ-София и член на НС на НДСВ. Има значими обществени изяви в областта на транспорта, образованието и градоустройството на София. Автор е на множество технически и политически статии и книги.
Според Комисията по досиетата е сътрудничил на Държавна сигурност като агент в управление ІІІ-І-ІІ, управление ІІІ-VІІ-ІІІ, управление ІІІ-VІІ-ІV, управление ІІІ-ІІ-І и управление ІІІ-Х-І. Вербуван е на 5 март 1966 г., регистриран на 16 май 1966 г., възстановен на 22 януари 1975 г. и регистриран на 22 януари 1975 г.